# De Schelde (krant)
De Schelde was een Vlaams-nationalistische krant die tussen 1919 en 1936 uitgegeven werd. Pol De Mont was de eerste hoofdredacteur van de krant, hij bleef dit tot 1923. In deze tijd werkte hij onder andere samen met Alice Nahon en Paul van Ostaijen. Nadat Hitler in Duitsland aan de macht kwam, werd De Schelde een propagandamiddel van de Duitsers, die de krant hiervoor ook een subsidie gaven. Vanaf 1934 kwam de krant volledig in handen van het Vlaams Nationaal Verbond en werd ze vanaf 15 november 1936 omgedoopt in Volk en Staat. Onder die naam werd ze tot het eind van de Tweede Wereldoorlog uitgegeven.